# Pierre Helson
Pierre Helson (19 januari 1955) is een Belgisch politicus voor de MR.

## Levensloop
Helson werd beroepshalve interieurarchitect en kaderbediende in een kartonfabriek.
Van 1994 tot 2019 zetelde Helson in de gemeenteraad van Florennes, waar hij van 2001 tot 2006 en van 2009 tot 2018 burgemeester was.
In december 2018 volgde hij Valérie Warzée-Caverenne op als lid van het Waals Parlement en het Parlement van de Franse Gemeenschap. Bij de verkiezingen van mei 2019 was hij geen kandidaat meer.